# Diplethmus pulchellus
Diplethmus pulchellus är en mångfotingart som beskrevs av Frank Archibald Sinclair Turk 1955. Diplethmus pulchellus ingår i släktet Diplethmus och familjen Ballophilidae.
Artens utbredningsområde är Peru. Inga underarter finns listade i Catalogue of Life.